# Ред и закон: Организовани криминал (1. сезона)
Прва сезона серије Ред и закон: Организовани криминал је премијерно емитована на каналу НБЦ од 1. априла до 3. јуна 2021. године. Сезону су продуцирали "Wolf Entertainment" и "Universal Television". Сезона је премијерно приказана 1. априла 2021. и садржи само 8 епизода због одлагања снимања због пандемије вируса "Корона" у Сједињеним Државама што је чини најкраћом у серији. Сезона је завршена 3. јуна 2021. године.

## Глумачка постава
У главну поставу ушли су Кристофер Мелони који се вратио улози Елиота Стаблера, Данијел Мон Труит као Ајана Бел, Тамара Тејлор као Анђела Витли, Енсли Сигер као Џет Слутмејкерс и Дилан Мекдермот као Ричард Витли

## Улоге
- Кристофер Мелони као Елиот Стаблер
- Данијел Мон Труит као Ајана Бел
- Тамара Тејлор као Анђела Витли
- Енсли Сигер као Џет Слутмејкерс
- Дилан Мекдермот као Ричард Витли

## Епизоде
| Бр. у серији | Бр. у сезони | Наслов                                  | Редитељ         | Сценариста                                                            | Премијерно емитовање | Прод. код | Гледаоци у САД (милиони) |
| --- | ------------ | --------------------------------------- | --------------- | --------------------------------------------------------------------- | -------------------- | --------- | ------------------------ |
| 1 | 1            | "Шта се десило у Пуљи"                  | Фред Бернер     | Синопсис: Ајлин Чејкин Сценарио: Дик Волф, Ајлин Чејкин и Мет Олмстед | 1. април 2021.       | 101       | 7.86                     |
| Детектив Елиот Стаблер, сада члан елитне оперативне скупине Службе за борбу против организованог криминала, вратио се у Њујорк након дугогодишњег одсуства и ради на уклањању злочиначке породице која је продавала лажне респираторе Н95 и опрему за личну заштиту у иностранству док тражи особе одговорне за убиство своје жене. |              |                                         |                 |                                                                       |                      |           |                          |
| 2 | 2            | "Није организовани криминал твог оца"   | Кен Ђироти      | Ајлин Чејкин                                                          | 8. април 2021.       | 102       | 4.84                     |
| Радна скупина истражује украдене вакцине против Короне које се увозе подмићеним лекарима који продају предност за приступ вакцини. У међувремену, Ричард покушава да се повеже са Ричијем због породичног царства, али Дејна покушава да убеди Ричија да то није вредно тога. |              |                                         |                 |                                                                       |                      |           |                          |
| 3 | 3            | "Упознај се са мојим малим пријатељима" | Џон Дејвид Колс | Рик Марин                                                             | 15. април 2021.      | 103       | 4.41                     |
| Радна скупина добија податке о јавној акцији вакцинације коју је организовао Ричард тако да планирају да је осујете, а да притом не направе велику хаварију у случају. Касније је Ричи покушао да убеди Ђину да се виде, али наилази на одбијање. |              |                                         |                 |                                                                       |                      |           |                          |
| 4 | 4            | "Ствари од којих се праве снови"        | Фред Бернер     | Џулијет Лашински-Левин                                                | 22. април 2021.      | 104       | 4.36                     |
| Пошто Елиот пориче погоршање свог Постповредног поремећаја секирације, он постаје подложан интервенцији коју су организовали његова породица и Оливија Бенсон, на његову велику жалост. У међувремену, Ђина покушава да убаци бубицу у Ричардов вински подруму, а да притом не открије да је полицајка на тајном задатку. |              |                                         |                 |                                                                       |                      |           |                          |
| 5 | 5            | "Слаб производ"                         | Ерик Ла Сејл    | Закари Рајтер                                                         | 13. мај 2021.        | 105       | 4.45                     |
| Пошто се неуспело хапшење због дроге завршило мртвим доушником, а због хапшења од стране насилних полицајаца је Белин сестрић завршио у болници, Стаблер ради са Бенсоновом на истрази. Витли наређује напад на клан који умножава Љубичасту чаролију. Један од преживелих је умешан у снабдевање дрогом због ког је погинуо Бенсонин полубрат Сајмон. Елиот сазнаје од Бекера да је Анђела наредила Кетино убиство. |              |                                         |                 |                                                                       |                      |           |                          |
| 6 | 6            | "Овај пацов је мој"                     | Бетани Руни     | Џин Кјонг Фрејзер и Рик Марин                                         | 20. мај 2021.        | 106       | 4.24                     |
| Анђела је ухапшена јер је наручила убиство Кети Стаблер. Она криви Ричарда што ју је преварио кад јој је рекао да је Елиот одговоран за смрт њеног сина Рафика док га је у стварности он убио јер је крао Љубичасту чаролију. Она тада одлучује да сарађује у истрази како би Ричарда склонила. У међувремену, Дејна сазнаје да је Ђина полицајка на тајном задатку и обавештава Ричарда. Бесни Ричард тада налаже невољном Ричију да убије Ђину. Бекер је био присутан када је Ричи починио убиство. |              |                                         |                 |                                                                       |                      |           |                          |
| 7 | 7            | "Батина је из раја изашла"              | Џин де Сегонзек | Маркус Џ. Гилрој                                                      | 27. мај 2021.        | 107       | 4.04                     |
| Један од Ричардових људи је пуцао и убио Бекера, а касније је речено Ричију да не може бити сведока његовог убиства Ђине. Радна скупина поставља рацију са међународним трговцем оружјем Ђанлуком Силваном, сада доушником, који на црно купује вакцину против Короне од Ричарда. Када је куповина прошла како је планирано, Стаблер и радна скупина крећу да ухапсе Ричарда, његовог сина и његове људе. Ричард покушава да побегне возом подземне железнице, али Стаблер га савладава и ставља му лисице. Дејна је ухапшена од стране службеника СУП-а у пословници Контрапоса, а похапшени су и неки од Витлијевих саучесника. Белова сазнаје да је Ђина мртва и суочава се са Ричијем у његовој затворској ћелији.         |              |                                         |                 |                                                                       |                      |           |                          |
| 8 | 8            | "Пусти то, Џејк. То је Кинеска четврт"  | Фред Бернер     | Закари Рајтер и Џулијет Лашински-Ревен                                | 3. јун 2021.         | 108       | 4.02                     |
| Витлијеви су званично оптужени. Док је била задржана под заштитом у хотелу током суђења, Анђела се срушила под тушем. Утврђено је да су њене залихе за купање отроване агенсом Новичоком. Витли се обраћа америчком тужиоцу да пребаци свој случај на савезни суд, а за узврат нуди своје сараднике у замену за попустљивост. Пошто је сазнао истину о убиству свог деде, Ричи наређује убиство свог оца из затвора. Витли је рањен, али су га Стаблер и Белова спасли. Користећи скривени мобилни телефон, Витли организује да се Стаблер и Бенсонова састану у болници где се Анђела опоравља. Испоставило се да је његов човек изнутра Моралес кога је убила Белова, али је прво покушао Анђели да убризга још један отров. |              |                                         |                 |                                                                       |                      |           |                          |

## Напомена
1. ↑  Епизода "Шта се десило у Пуљи" је наставак епизоде "Повратак разблудног сина" Одељења за специјалне жртве.
2. ↑  Епизода "Није организовани криминал твог оца" је унакрсна епизода са Одељењем за специјалне жртве.
3. ↑  Епизода "Ствари од којих се праве снови" је унакрсна епизода са Одељењем за специјалне жртве.
4. ↑  Епизода "Слаб производ" је наставак епизоде "Пљачка у Мулину" Одељења за специјалне жртве.
5. ↑  Епизода "Пусти то, Џејк. То је Кинеска четврт" је унакрсна епизода са Одељењем за специјалне жртве.